# Василевщина (Воропаевский сельсовет)
Василевщина (белор. Васiлеўшчына) — деревня в Воропаевском сельсовете Поставского района Витебской области Белоруссии. Население — 29 человек (2019).

## География
Деревня расположена в 32 км от города Поставы и в 2,5 км от Воропаево.

## История
В 1873 году — в Поставской волости Дисненского уезда Виленской губернии, 56 душ. Земля принадлежала Тизенгаузу.
В 1909 году — 12 дворов, 21 семья, 154 жителя и 142 десятины земли.
С октября 1920 года — в составе Срединной Литвы.
В результате советско-польской войны 1919—1921 гг. деревня оказалась в составе Дуниловичского повета Виленского воеводства (II Речь Посполитая).
В 1921 году — 32 дворов, 150 жителя.
В 1931 году — 32 дворов, 162 жителя
В сентябре 1939 года деревня была присоединена к БССР силами Белорусского фронта РККА.
С 15.01.1940 г. — в Голбейском сельсовете Дуниловичского района Вилейской области БССР.
С 1954 года — в Воропаевском сельском Совете.
С 1960 года — в Воропаевском поселковом Совете.
В 1963 году — 54 двора, 166 жителей.
В 2001 году — 42 дома, 76 жителей, в составе совхоза «Стародворский».